# Luigi Rizzo
Pour les articles homonymes, voir Rizzo.
Luigi Rizzo, premier comte de Grado et Premuda (Milazzo, 8 octobre 1887 - Rome, 27 juin 1951), est un commandant maritime et amiral italien. Il sert dans la Regia Marina pendant la Première et la Seconde Guerre mondiale, recevant de nombreuses décorations. Il participe en tant que volontaire à l'entreprise de Fiume et à la guerre d'Éthiopie. Il est conseiller national de la Chambre des faisceaux et des corporations.

## Biographie
Il est né à Milazzo le 8 octobre 1887 dans une famille de capitaines de navires marchands. Longtemps capitaine dans la marine marchande, il est nommé sous-lieutenant (sottotenente di vascello) de la réserve navale le 17 mars 1912. Pendant la Première Guerre mondiale, de juin 1915 à la fin de 1916, il est affecté à la défense maritime de Grado, où, sous les ordres du capitaine de corvette (capitano di corvetta) Filippo Camperio, puis du capitaine de frégate (capitano di fregata) Alfredo Dentice di Frasso, il se distingue particulièrement bien et reçoit également une médaille d'argent pour sa valeur militaire.
Il est ensuite transféré dans l'escadron MAS (utilisant des vedettes lance-torpilles MAS -Motoscafo Armato Silurante) nouvellement formé, participant à diverses missions de guerre. Parmi ceux-ci, citons
- Mai 1917 : capture de deux pilotes d'un hydravion autrichien qui avait amerri pour avaries; pour cette action, il obtient la deuxième médaille d'argent de la valeur militaire ;
- Décembre 1917 : le naufrage du cuirassé SMS Wien, garde-côte autrichien, dans le port de Trieste. Pour cette action, Rizzo a été décoré de la médaille d'or de la valeur militaire. Le même mois, pour les missions effectuées dans la défense de l'embouchure du Piave, il est décoré d'une troisième médaille d'argent pour la valeur militaire et est promu lieutenant de vaisseau (tenente di vascello) pour mérites de guerre, ce qui lui permet d'être promu au service permanent effectif (servizio permanente effettivo - s.p.e.) ;
- Février 1918 : avec Gabriele d'Annunzio et Costanzo Ciano, il participe à la "Beffa di Buccari" (Camouflet de Bakar), obtenant une médaille de bronze de la valeur militaire, qui sera commuée à la fin de la guerre en médaille d'argent pour la valeur militaire ;
- Juin 1918 : le 10 juin 1918, au large de Premuda, il attaque et coule le cuirassé SMS Szent István[1]. Pour cette action, il a été décoré de la croix de chevalier de l'ordre militaire de Savoie ; en effet, en vertu du décret royal n° 753 du 25 mai 1915, qui interdisait de décerner plus de trois médailles d'argent et d'or pour bravoure à une même personne, il n'a pas reçu la deuxième médaille d'or pour bravoure militaire. Cette restriction a été abrogée par le décret royal n° 975 du 15 juin 1922, puis par le décret royal du 27 mai 1923, il a été révoqué comme chevalier de l'ordre militaire de Savoie et a reçu la médaille d'or de la valeur militaire pour l'entreprise de Premuda.

Volontaire de Fiume en 1919, il est placé par D'Annunzio à la tête de la flotte de Quarnaro, et travaille à l'approvisionnement de la ville en provisions jusqu'au début de 1920. Cette année-là, il quitte le service actif avec le grade de capitaine de frégate (capitano di fregata). En 1925, il devient président de la société de navigation Eolia de Messine, poste qu'il occupe jusqu'en 1948. L'année suivante, il fonde le Calatimbar à Gênes, une société d'armateurs, d'exportateurs et de transitaires, dont le but est d'embarquer toutes les marchandises quittant ce port. Des privés, comme Fiat, et des organismes publics, comme le consortium portuaire et les chemins de fer d'État, ont également participé à Calatimbar. Au cours des années suivantes, il a également été nommé président de la Caisse des accidents et des maladies des marins (Cassa Marittima Infortuni e Malattie della Gente di Mare), de l'Union italienne de la sécurité maritime (Unione Italiana Sicurtà Marittima) et de la Compagnie anonyme de navigation aérienne (Società Anonima di Navigazione Aerea Transadriatica).
Par décret royal du 25 octobre 1932 et décret royal du 20 juin 1935, il est nommé comte de Grado. Le prédicat de Premuda est ajouté au titre de comte de Grado par un décret royal l'accordant motu proprio le 20 octobre 1941. En 1936, il participe à la seconde guerre italo-éthiopienne (guerre d'Éthiopie) en tant que volontaire ; le 18 juin 1936, il est nommé amiral de la division de réserve navale pour mérites exceptionnels.
En 1939, il est conseiller national de la Chambre des faisceaux et des corporations (Camera dei Fasci e delle Corporazioni)..
Le 10 juin 1940, au début des hostilités, il demande à reprendre du service et est chargé de la lutte anti-sous-marine dans le détroit de Sicile ; il est libéré du service en janvier 1941 et prend la fonction de président du Lloyd Triestino. Le 20 février 1942, il est nommé président des Cantieri Riuniti dell'Adriatico (chantiers navals réunis de l'Adriatique). Après le 8 septembre 1943 (armistice de Cassibile), il ordonne le sabotage de paquebots et de navires à vapeur afin qu'ils ne tombent pas aux mains des Allemands. À la suite de cet ordre, il est transféré par la Gestapo en Autriche, d'abord à la prison de Klagenfurt, puis à Hirschegg, où il est rejoint par sa fille Maria Wilhelmina.
Rapatrié à la fin du conflit, il meurt à Rome le 27 juin 1951, deux mois après une opération pour un cancer du poumon. L'opération a été menée par le professeur Raffaele Paolucci, un grand ami à lui, qui pendant la Grande Guerre a été le protagoniste avec le commandant de marine Raffaele Rossetti du naufrage du cuirassé autrichien SMS Viribus Unitis dans le port de Pula.

## La dédicace de D'Annunzio
Les citoyens de Milazzo, à l'occasion de la dédicace d'une médaille d'or à leur concitoyen, le commandant Rizzo, ont demandé à Gabriele d'Annunzio le texte de la dédicace et de l'inscription.
"A toi, qui oses l'inosato, destructeur des navires ennemis perdus et pacifiques, conviendrait la couronne rostrale, de mode romaine, offerte par ton peuple marin sur les eaux illustrées à perpétuité par la victoire de Rome. Mais votre simplicité n'est pas plus digne d'une couronne que le grossier bonnet de marin, qui seul est l'insigne de votre chef quand vous menez la proue désespérée au-delà de la mort et revenez avec une fortune étonnée. Aussi votre peuple a-t-il frappé pour vous dans une médaille concise l'or de la couronne classique, pour exprimer sa fierté et perpétuer le souvenir de l'événement fulgurant. L'offre ne manque pas de l'assentiment et du sourire de ce Héros qui a soudé à jamais son nom à celui de votre ville natale avec le feu de sa plus belle bataille, comme le fer au fer. Celui qui a accompli de grands exploits avec de petites embarcations, le capitaine de la goélette de Rio Grande et de la lance de Camacua, le pilote de nuit du Mille, ne considère pas le fils de son Garibaldien Milazzo comme l'un de ses crédos. Certainement, mon fils, ton acte est pour nous un éclair de ce même coup de foudre. Avec le cœur d'un fils, acceptez ce signe d'amour plus que d'honneur, Capitaine Luigi Rizzo. En l'offrant, votre peuple ne casse pas la monnaie. Ils savent que vous n'avez d'autre intention que de vous dépasser et de dépasser votre sang".
(Gabriele d'Annunzio)

## Galerie d'images

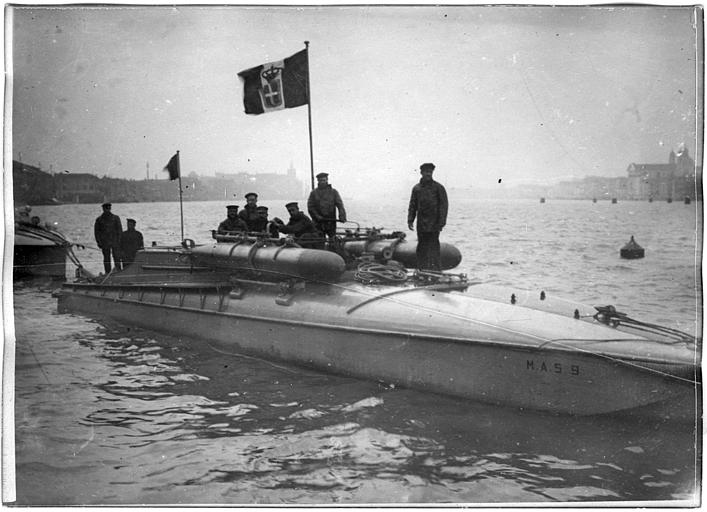
Le MAS n° 9 retourne à Venise
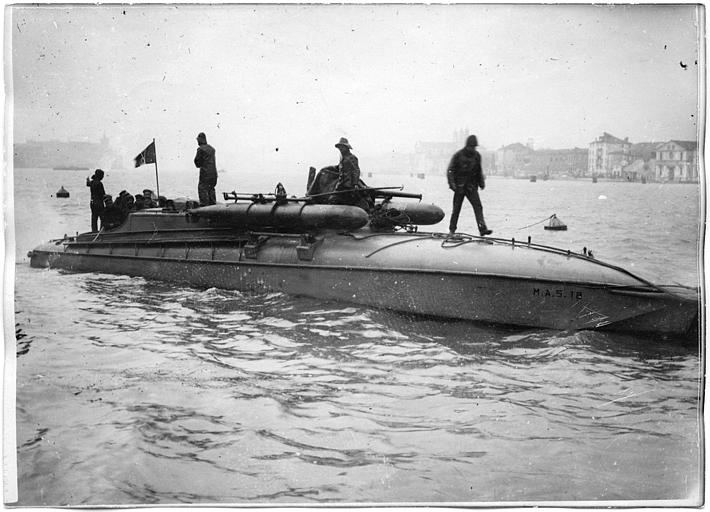
Le MAS n°13 de retour à Venise
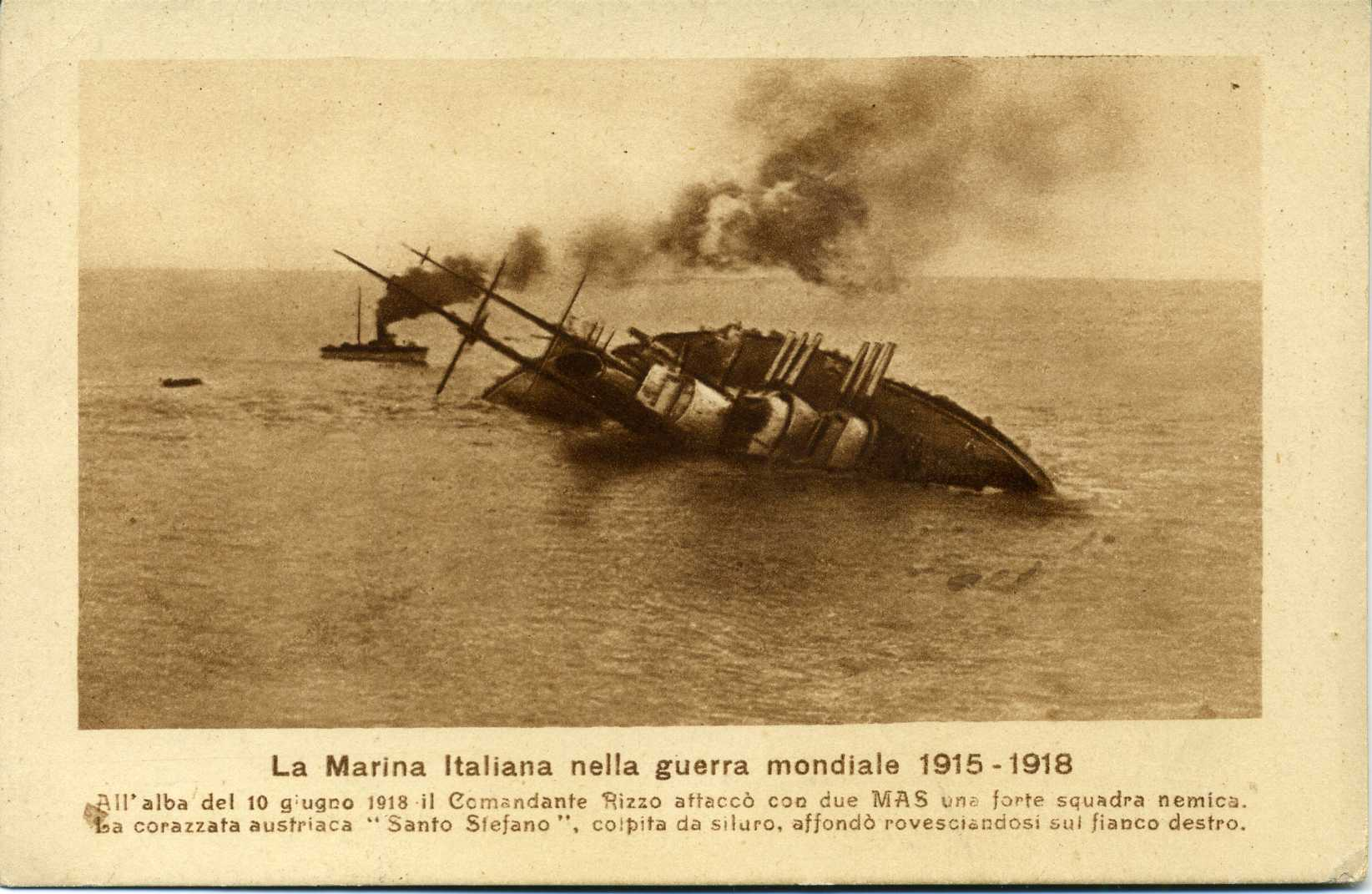
Le cuirassé autrichien Santo Stefano sur le point de couler

## Distinctions honorifiques

### Décorations italiennes
- Officier de l'ordre des Saints-Maurice-et-Lazare
- Médaille d'or de la valeur militaire

Pour sa grande sérénité et ses capacités professionnelles et pour l'héroïsme admirable dont il a fait preuve dans l'opération brillante, audacieuse et efficace qu'il a dirigée, d'attaque et de destruction d'un navire ennemi dans le port fortifié de Trieste. - Rade de Trieste, nuit du 9 au 10 décembre 1917.
- Médaille d'or de la valeur militaire

Commandant d'une section de petits torpilleurs en patrouille dans les eaux de Dalmatie, il aperçoit une puissante force navale ennemie composée de deux cuirassés et de nombreux destroyers et, sans hésitation, sans se soucier du grand risque, il ordonne immédiatement aux sections d'attaquer. Avec une audace incroyable et des compétences militaires et maritimes, il a traversé la ligne forte des escortes et a tiré deux torpilles sur l'un des cuirassés ennemis, l'atteignant à plusieurs reprises et le coulant. Avec une grande habileté, il s'est libéré du cercle de destroyers qui lui barraient la route de tous côtés et, poursuivi et canonné par l'un d'eux, avec le lancement d'une bombe à charge profonde, il l'a fait renoncer à la poursuite, l'endommageant gravement. - Côte Dalmate, nuit du 10 juin 1918
- Médaille d'argent  de la valeur militaire

Pour ses nombreuses démonstrations d'audace et d'initiative au cours de diverses actions de guerre en mer en tant qu'observateur d'hydravions et parce que, ayant reçu l'ordre de fournir à une escadrille de torpilleurs des renseignements sur l'emplacement des navires ennemis, il s'est proposé de piloter l'escadrille dans une action de guerre importante, contribuant par son audace et sa compétence technique au succès de l'opération. - Haute Adriatique, 30 novembre 1915.
- Médaille d'argent  de la valeur militaire

Pour avoir tenu une embarcation à moteur sous le feu des batteries ennemies, ne pas s'être occupé du feu vif de l'artillerie et des attaques aériennes pour capturer des aviateurs ennemis. - Haute Adriatique, 23 mai 1917.
- Médaille d'argent  de la valeur militaire

Pour les belles qualités militaires démontrées dans les nombreuses missions de guerre accomplies en vingt-neuf mois de service à la défense de Grado comme commandant d'une escadrille MAS, et pour le comportement calme, serein et méprisant du danger pendant la retraite. - Côte nord de l'Adriatique, octobre-novembre 1917.
- Médaille d'argent  de la valeur militaire

Commandant d'une unité subtile, il a fait preuve d'un courage serein lors de l'attaque audacieuse de la flotte ennemie dans la baie lointaine et fortifiée de Buccari. - (Buccari, février 1918) - en commutation de la médaille de bronze de la valeur militaire décernée par le décret royal du 21-5-1918 pour le même événement.
- Croix de mérite de guerre de la valeur militaire - en commutation de la croix du Mérite militaire
- Croix de mérite de guerre de la valeur militaire - en commutation de la croix du Mérite militaire
- Médaille du mérite pour les volontaires dans les opérations en Afrique de l'Est 1935-1936
- Médaille commémorative de la guerre italo-autrichienne 1915-1918 (4 années de campagne)
- Médaille commémorative de guerre 1940-43
- Médaille commémorative de l'Unité italienne
- Médaille italienne de la Victoire interalliée
- Médaille commémorative de l'expédition de Fiume

### Décorations étrangères
- Officier de l'ordre national de la Légion d'honneur (France) - à la suite de l'attribution de la croix de guerre
- Croix d'argent de l'ordre du Sauveur (royaume de Grèce)
- Membre honoraire de l'ordre du Service distingué (Royaume-Uni)
- Croix de guerre de 1914-1918 avec palme en bronze (France)
- Croix de guerre 1914-1918 (Belgique)
- Navy Distinguished Service Medal (États-Unis)[3]

Le président des États-Unis a le plaisir de remettre la Navy Distinguished Service Medal à Luigi Rizzo, capitaine de la marine italienne, pour services exceptionnellement méritoires et distingués dans un poste de grande responsabilité pour le gouvernement des États-Unis, en tant que membre d'une force alliée pendant la Première Guerre mondiale.
- Chevalier de grand-croix de l'ordre du Mérite hongrois (royaume de Hongrie)

## Remerciements
Le Luigi Rizzo porte le nom de la sixième unité de la nouvelle classe Bergamini de la Marina Militare, le Luigi Rizzo (F595), mouillé à Riva Trigoso le 5 mars 2013 et lancé le 19 décembre 2015 en présence de Maria Guglielmina Rizzo, fille de Luigi Rizzo et marraine du lancement. L'unité est entrée en service le 20 avril 2017. Auparavant, la frégate Luigi Rizzo (F596), qui a été exploitée de 1961 à 1980, avait également été baptisée du nom de l'amiral Rizzo.

## Cinématographie
En 1923, l'Istituto Luce produit le film documentaire Eroi del mare nostro, tourné à La Spezia avec Rizzo comme protagoniste et le cuirassé SMS Tegethoff, affecté à l'Italie après la première guerre mondiale, jouant le rôle du SMS Szent István.
Le naufrage du Santo Stefano est le thème du documentaire de 2008 : Fumo nero all'orizzonte, tandis que 2018 a vu la sortie du film Il destino degli uomini, réalisé par Leonardo Tiberi.